# Ghiacciaio del Tacul
Il ghiacciaio del Tacul è un ghiacciaio del massiccio del Monte Bianco situato sul versante francese del medesimo.

## Percorso
Il ghiacciaio del Tacul è alimentato dal ghiacciaio del Gigante e da La Vallée Blanche e si forma dalla loro unione ad un'altezza di circa 3.000 metri.
Il ghiacciaio scorre tra le aiguilles de Chamonix ad ovest e l'aiguille du Tacul ad est.
A valle ad un'altezza di circa 2.100 m il ghiacciaio del Tacul unendosi al ghiacciaio di Leschaux dà origine alla Mer de Glace.